# كولن بندي
كولن بندي (بالإنجليزية: Colin Bundy)‏ هو مؤرخ جنوب أفريقي، ولد في 4 أكتوبر 1944.